# Quercus glabrescens
Quercus glabrescens är en bokväxtart som beskrevs av George Bentham. Quercus glabrescens ingår i släktet ekar, och familjen bokväxter. Inga underarter finns listade.